# Pravý břeh – Institut Petra Fialy
Pravý břeh – Institut Petra Fialy je konzervativně zaměřený politický think-tank založený roku 2013 skupinou přátel a podporovatelů politika a politologa Petra Fialy. Hlavním cílem institutu je přispívat k vytváření ideového zázemí pravicové liberálně-konzervativní politiky.
Pravý břeh úzce spolupracuje s Institutem pro pravicovou politiku (IPPO), Centrem pro studium demokracie a kultury (CDK).

## Účel a činnost
Hlavní činnosti institutu jsou dle stanov následující:  
- základní a aplikovaný výzkum v oblasti demokracie a kultury,
- analýzy a predikce struktur a procesů společnosti a jejích součástí ve vztahu k výše provedenému výzkumu,
- publikování a šíření studií a analýz, odborných i popularizačních na základě výše uvedeného výzkumu,
- pořádání přednášek, seminářů a konferencí (např. Trump, Brexit, a co dál? (leden 2017)[1][2]),
- vydavatelská a nakladatelská činnost.

## Ideové vymezení
Název Pravý břeh odkazuje na ideovou opozici k levému břehu pařížské Seiny jako symbolu poválečné společenské a politické moci evropských levicových intelektuálů. Prosazuje tradiční stranickou politiku, jež je střetem idejí a umožňuje nenásilné a evoluční (nerevoluční) prosazování hodnot ve společnosti.
Ideová pozice Pravého břehu je blíže představena v publikacích Petra Fialy a Františka Mikše Konzervatismus dnes: politika, společnost a zdravý rozum v době nerozumu a Manifest čtyř: program pro přátele svobody autorů Stanislava Balíka, Petra Fialy, Jiřího Hanuše a Františka Mikše.

## Organizační struktura
Institut je dle stanov řízen tříčlennou výkonnou radou:
- František Mikš, předseda
- Petr Dvořák, místopředseda
- František Cerha, místopředseda